# Versus (revista)
A revista Versus foi um periódico socialista brasileiro, editado entre os anos de 1975 e 1979. Foi concebido e dirigido por Marcos Faerman e outras pessoas colaboradoras. Tinha como eixo temático o contexto da América Latina. No Brasil, a revista é considerada uma experiência ímpar no jornalismo brasileiro. Na década de 1970, se destacou no campo cultural por incorporar novas ferramentas de linguagem e criação literária, típicos do novo jornalismo, nas reportagens, entrevistas e ensaios publicados. Além disso, foi um dos principais expoente da resistência à ditadura militar brasileira  No contexto dessa resistência, a Versus configurou-se um espaço público de discussão de teses dos movimentos feministas e negros.

## História
Por coincidência, a revista foi lançada no mesmo dia do assassinato do jornalista Vladimir Herzog pela ditadura militar, 25 de outubro de 1975.
A revista manteve vínculos com a revista Crisis, dirigida pelo ensaísta latinoamericano Eduardo Galeano.
Ao longo de suas 25 edições, a revis
ta apresentou e discutiu temas da história e cultura da América Latina, sob um viés anti-colonial, denunciando as heranças colonialistas no tempo presente. A partir da 12ª edição, em 1977, questões étnico-raciais passaram a ganhar destaque, dentro da seção Afro-Latino-América. Principalmente a partir de sua 17ª edição, a revista se alinhou a linha da organização Convergência Socialista.

## Antologia
Em 2007, mais de trinta anos depois da primeira edição da revista, os editores Omar de Barros, Vitor Vieira, Toninho Mendes e Paulo Tarso publicaram uma antologia da revista, intitulada Páginas da Utopia.